# Röda fanans parti (Venezuela)
Röda fanans parti (spanska: Partido Bandera Roja) är ett venezuelanskt marxist-leninitiskt parti grundat 1971 av antirevisionistiska medlemmar från Revolutionära vänsterns rörelse (MIR). Partiet var troget Albanien under Enver Hoxha och Albanska arbetets parti. Partiet var länge en ledande kraft inom den venezolanska vänstern, särskilt stark inom studentrörelsen.
Partiledare är Gabriel Rafael Puerta Aponte. Efter Hugo Chavez valseger 1998 allierade sig partiet med de högerpartier och andra som ville se Chavez avgång. Detta har lett till att vissa av medlemmarna gått ur partiet för att ansluta sig till Chavez läger. Partiet har av regeringskällor anklagats för att ha stått bakom skottlossning under 2002 års statskupp.
I 2006 års presidentval stödde partiet Manuel Rosales kandidatur. Som enskilt parti (som ett av många som stödde Rosales) fick partiet 18 468 röster..